# Посольство Индии в России
Индийское посольство в Москве (хинди मॉस्को में भारत का दूतावास, англ. Embassy of the Republic of India in Moscow) — дипломатическая миссия Индии в России, расположена в Москве в Таганском районе на улице Воронцово Поле.
- Адрес главного корпуса посольства: Москва, 105062, улица Воронцово Поле, 6-8.
- Консульство и коммерческий отдел: улица Воронцово Поле, 4.
- Информационный отдел, отдел науки и технологии и культурный центр: улица Воронцово Поле, 9.
- Индекс автомобильных дипломатических номеров посольства — 032.

Особняк, в котором с 1952 года размещается посольство, построен в 1911 году для Г. В. Бардыгиной (Э. Г. Марк) по проекту архитектора И. Т. Барютина. См. Усадьба Латышевых — Бахрушиных — Бардыгиных.

## Послы Индии в СССР и России

### СССР
- 1947—1949 Виджая Лакшми Пандит
- 1949—1952 Сарвепалли Радхакришнан
- 1952—1961 Кумар Падма Шивашанкар Менон
- 1961—1962 Субималь Датт
- 1962—1966 Трилоки Натх Каул
- 1966—1968 Кеваль Сингх
- 1969—1971 Дурга Прасад Дхар
- 1971—1975 К. С. Шелванкар
- 1975 Дурга Прасад Дхар
- 1976—1980 Индер Кумар Гуджрал
- 1980—1983 В. К. Ахуджа
- 1983—1986 Сайид Нурул Хасан
- 1986—1989 Трилоки Натх Каул
- 1989—1992 А. С. Гонсалвес

### Российская Федерация
- 1992—1998 Ронен Сен
- 1998—2001 С. К. Ламбах
- 2001—2004 Кришнан Рагхунатх
- 2004—2007 Канвал Сибал
- 2007—2011 Прабхат Шукла
- 2011—2014 Аджай Малхотра
- 2014—2016 П. С. Рагхаван
- 2016—2018 Панкадж Саран
- 2018—2021 Венкатеш Варма
- 2021—2024 Паван Капур
- 2024—наст. вр. Винай Кумар